# Južni ucayali ashéninka (jezik)
Južni ucayali ashéninka jezik  (ISO 639-3: cpy), jezik Ashéninka Indijanaca s gornjeg toka rijeke Ucayali i njezinih pritoka u Peruu (krajnji jug departmana Ucayali). Njime govori oko 13 000 ljudi (2002 SIL) od 14 000 etničkih pripadnika (2002 SIL).
Najsrodniji mu je jezik pajonal ashéninka [cjo], s kojim pripada južnoaravačkoj užoj skupini pre-andino.  Govornici su bilingualni na španjolskom.

## Vanjske poveznice
- Ethnologue (14th)
- Ethnologue (15th)